# Pietro Mancuso
Pietro Mancuso (Palazzo Adriano, 1820 – Palazzo Adriano, 10 gennaio 1888) è stato un politico italiano.

## Biografia
Nato a Palazzo Adriano e, forse, discendente dai baroni Schirò, era figlio di Anna Dara, appartenente ad altra aristocratica famiglia di proprietari terrieri della zona. Sposò la baronessa Maria Angela Pasciuta, congiunta dei numerosi sindaci di Ribera, e concluse un ottimo matrimonio anche per la figlia Lucrezia, andata in sposa a Alfredo Avellone (1867-1933) nipote di Leonardo Avellone (1830-1899), potentissimo possidente di Roccapalumba e grande elettore di Antonio di Rudinì.
Fu il padre del barone Vincenzo Mancuso Pasciuta, imprenditore a cui si deve la creazione della prima centrale idroelettrica della zona e la costruzione del villino Mancuso Pasciuta alla fine del XIX secolo. Suoi eredi furono la figlia maggiore Angela, moglie dell'ingegnere e architetto Emanuele Palazzotto (1886-1963), da cui l'architetto Vincenzo Palazzotto (1931-2005), e il barone Francesco Mancuso con il figlio barone Pier Vincenzo, Console del Belgio (✝︎ 2022).
Come riporta il Giornale di Sicilia, in un articolo commemorativo, "ebbe lunga fiducia di Garibaldi a cui fu additato per l'influenza e la dirittura della mente dirigente. Uno dei primi biglietti scritti in matita dal Generale sul tamburo fu diretto al Mancuso, datato Renna, 19 maggio 1860".
In effetti, il barone Pietro Mancuso, per l'evidente ruolo avuto nella lotta per la riunificazione, ebbe affidata la sicurezza pubblica del territorio di Bivona, con decreto del 16 giugno 1860 di Giuseppe Garibaldi, controfirmato da Francesco Crispi, la cui famiglia era originaria proprio di Palazzo Adriano, anche se nacque incidentalmente a Ribera (paese della moglie di Mancuso).
In forza di un decreto di Agostino Depretis, facente funzione di prodittatore, il 30 agosto 1860 entrò a far parte dell'amministrazione provvisoria della provincia di Agrigento come "Delegato Centrale del Governo".
Dal 1864 circa al 1884 fu sindaco del comune di Palazzo Adriano.